# Kapelle St. Petri (Volzendorf)

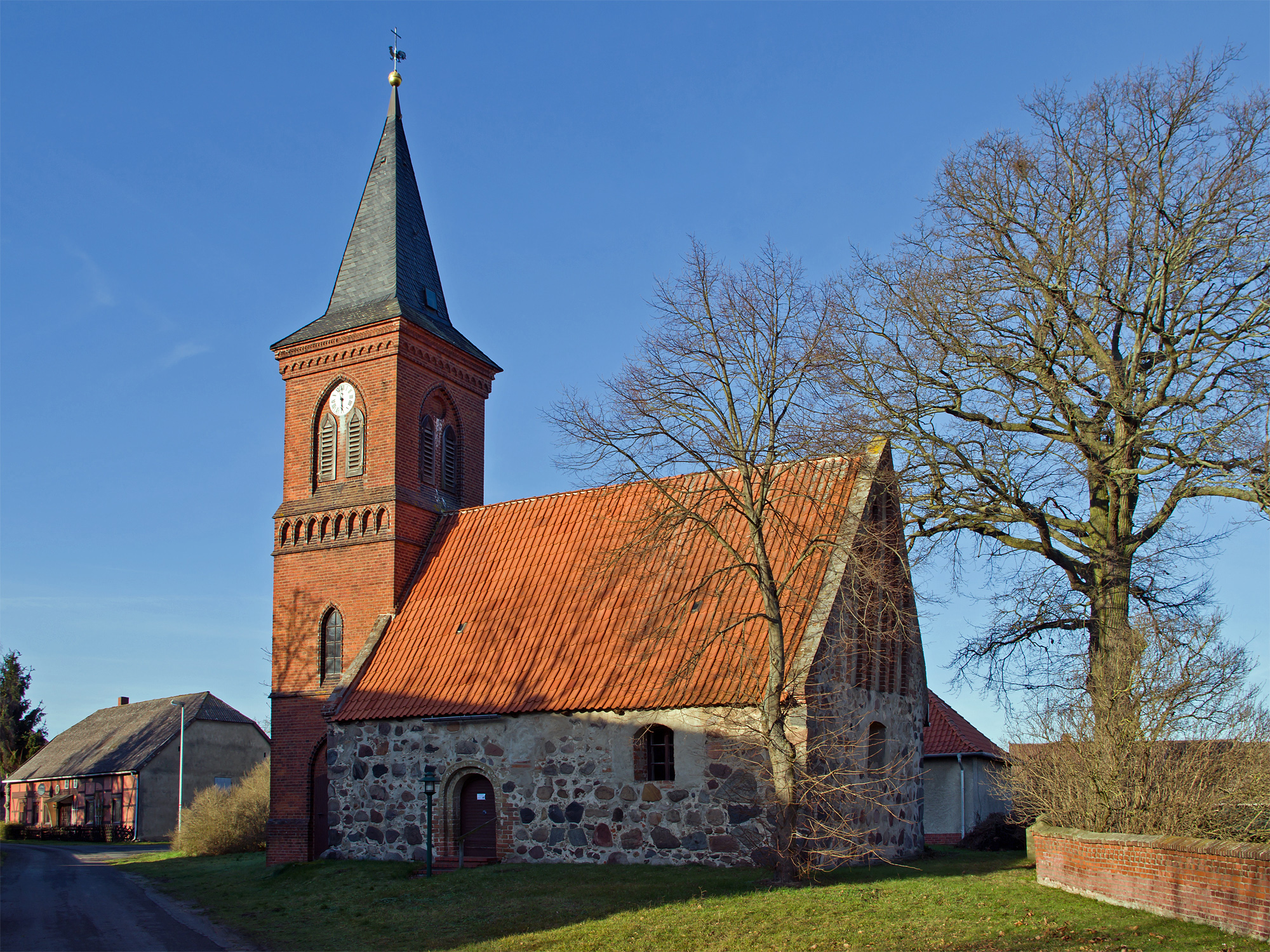
Kapelle St. Petri (Volzendorf)

Die Kapelle St. Petri ist das evangelische Gotteshaus in Volzendorf. Die Kapellengemeinde gehört zur Kirchengemeinde Lemgow im Kirchenkreis Lüchow-Dannenberg.

## Beschreibung
Bei ihrer Errichtung im 14. Jahrhundert bildete die kleine Feldsteinkirche den Eingang zu dem als Rundling angelegten Dorf. Am Ostgiebel sind spitzbogige Blendnischen mit Ziegeln ausgeführt.
Nach Ausdehnung des Dorfes erfuhr die Kapelle eine bauliche Erweiterung. An der westlichen Seite setzte man ihr einen aus Ziegeln gemauerten Kirchturm bei, der nach oben mit einem Spitzhelm abschließt. Seine Gestaltung zeigt deutlich neugotische Elemente.
Im Innenraum sind größere Reste von Wandmalereien erhalten. Sie werden auf die Jahre 1554 und 1661 datiert.